# Kulcsár Péter (politológus)
Kulcsár Péter (Budapest, 1938–) politológus, újságíró.

## Szakmai pálya
1938-ban Budapesten született, itt végzett jogi egyetemet, majd Hollandiában, Hágában ösztöndíjjal politikatudományt tanult. A Rádió külföldre szóló adásainál volt munkatárs, miután a belső sajtóban és tudományos állásban önálló véleménye miatt nem tudott elhelyezkedni. A rendszerváltozás után, nyugalomba vonulásáig vezető szerkesztő. Apja Kulcsár Balázs jogász, közíró szociáldemokrata párttag volt 1948-ig, majd 1956-ban emigrált, nyugaton jelentek meg írásai, verses, novelláskötetei.
Kulcsár Péter a hetvenes évektől részt vett a politológia hazai megismertetésében a Tudományos Ismeretterjesztő Társulat-ben és folyóiratcikkekben. 1978-ban, több elutasítás után könyve jelent meg az emberi jogok nemzetközi normáiról, az ENSZ-deklaráció évfordulójára tekintettel. Alapító tagok egyike a Politikatudományi Társaságban.
1996-ban egyik alapítója a Társaság a Történelmi Szociáldemokráciáért ismeretterjesztő, hagyományápoló egyesületnek. A Magyar Újságírók Országos Szövetségében a rendszerváltás utáni etikai bizottság tagja, az Újságírói Etikai Kódex megszerkesztője volt.
Nős, felesége statisztikus, leánya közgazdász.

## Főbb cikkek
- Az emberi jogok egyezségokmányai jogrendszerünkben 1981. Jogtudományi Közlöny
- A politikatudomány és a nemzetközi kapcsolatok 1982. Világosság
- Kéthly Anna és a londoni Népszava 2004. Valóság
- Az eredeti és a kicserélt szociáldemokrácia Egyenlítő 2008/10. sz.
- Foltozott jogtörténet – A százéves Horthy rendszer Szép Szó, nepszava.hu, 2019. november 12.
- Nyugati külpolitikaelméletek a második világháború után. Külpolitika 1974/3.
- A Helsinki Záróokmány és a nemzetközi kapcsolatok normái. Külpolitika 1976/1.

## Könyvei
- Az emberi jogok és a nemzetközi kapcsolatok (Nemzetközi zsebkönyvtár); 1978, Kossuth, Budapest
- A szociáldemokrácia vitatott öröksége. Tanulmányok, dokumentumok; 2000, Századvég, Budapest
- A szociáldemokrácia az eszmék történetében; 2007, Hungarovox, Budapest
- A demokratikus hagyományok folytonossága 1945, 1956 (In: Kéthly Annát a kormányba! tanulmánykötet); 2017, Budapest